# Велддріл
Велддріл (нід. Velddriel) — село в нідерландській провінції Гелдерланд. Входить до муніципалітету Масдріл.
Його площа становить 7,75км², а населення станом на 2021 рік складало 1 400 осіб.
Перша згадка про населений пункт датується 996-им роком.

## Галерея

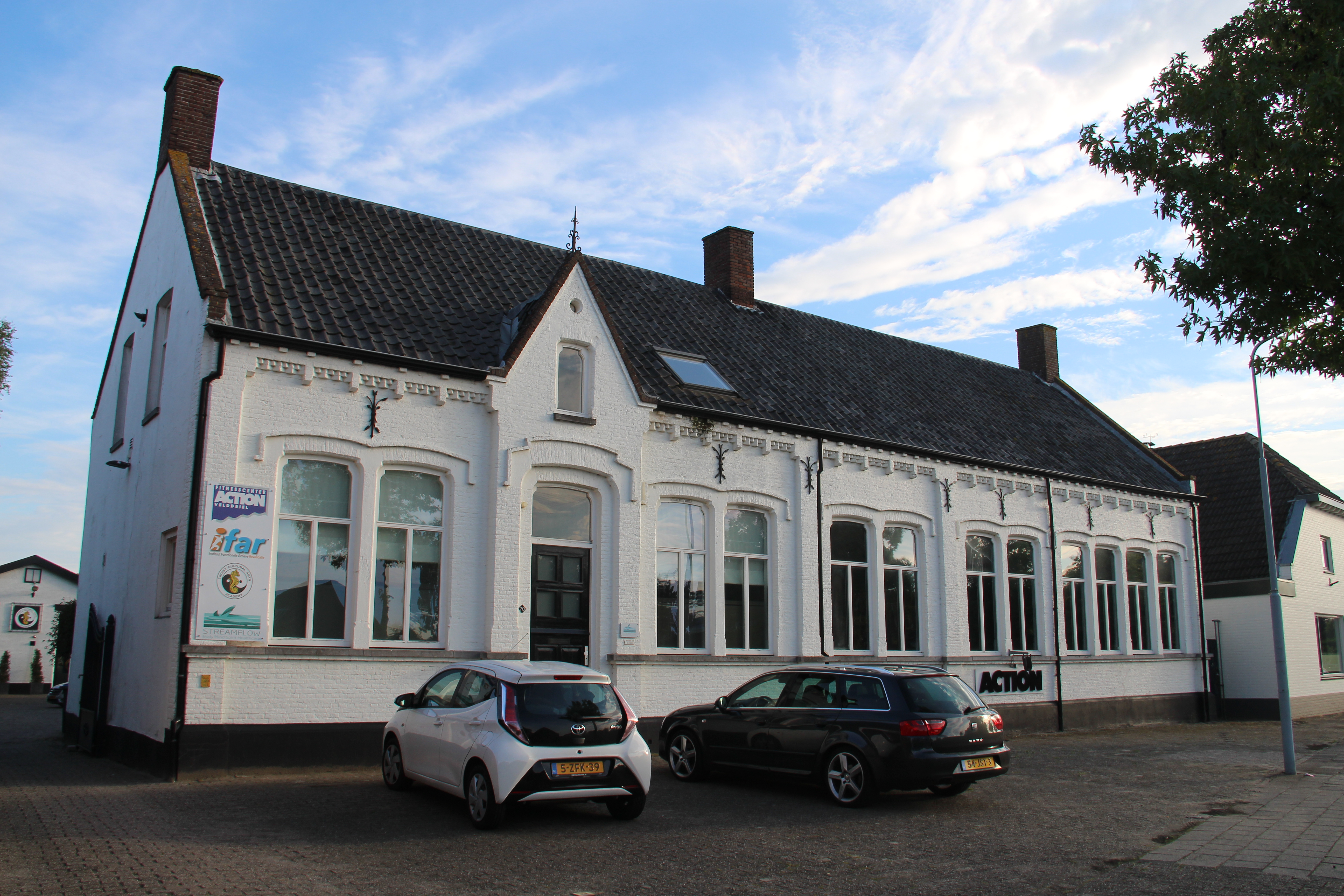
Будівля колишньої школи
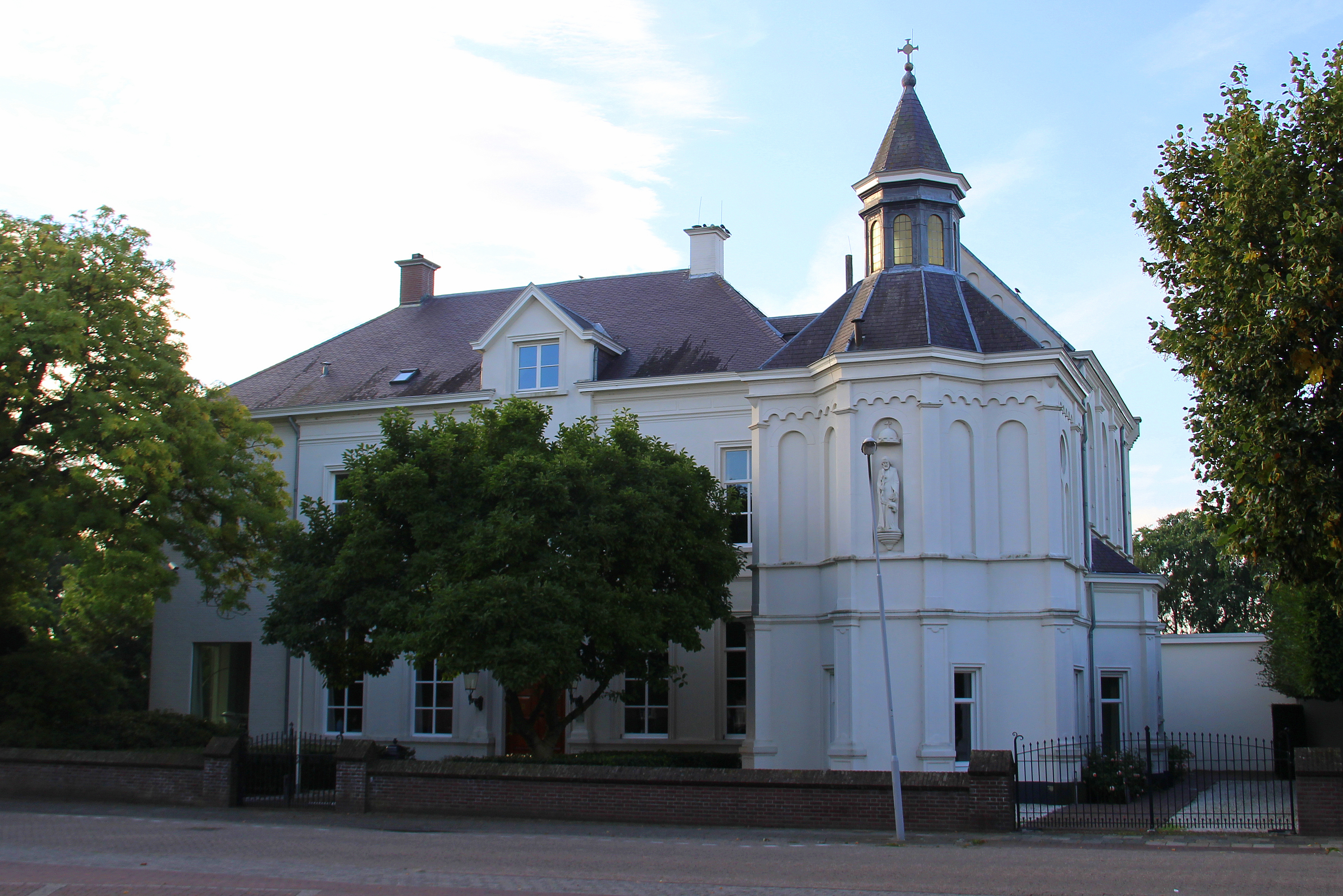
Будівля колишнього манастиря